# Усе й зараз
«Усе й зараз» (англ. Everything Now) — це британський комедійно-драматичний телесеріал для підлітків, створений Ріплі Паркер, з Софі Уайлд у головній ролі. Серіал, виробництва Left Bank Pictures. Прем'єра відбулася на Netflix 5 жовтня 2023 року.

## Сюжет
Мія (Уайлд) — підліток у віці 16 років з Лондона, яка повертається до шостого класу після перебування в лікарні через нервову анорексію.

## У ролях

### Головні персонажі
- Софі Уайлд — Мія Поланко
- Лорін Аджуфо — Бекка Ллойд
- Гаррі Кедбі — Кемерон
- Ной Томас — Вілл
- Сем Рубен — Алекс, брат Мії
- Ніам Маккормак — Елісон Прайс
- Джессі Мей Алонзо — Карлі
- Роберт Акодото — Тео
- Вів'єн Ачемпонг — Вів, мати Мії
- Алекс Гасселл — Рік, батько Мії
- Стівен Фрай — доктор Нелл

### Другорядні персонажі
- Кіран Крішнакумар в ролі Йони
- Джордж Ґренланд у ролі Ніка
- Сані Табо в ролі Родрі
- Емі Трігг у ролі міс Ламберт

## Епізоди
| № серії | Назва серії | Режисер(и)         | Сценарист(и) | Оригінальна дата виходу |
| --- | ----------- | ------------------ | ------------ | ----------------------- |
| 1 | «Епізод 1»  | Алісса Макклелланд | Ріплі Паркер | 5 жовтня 2023           |
| Одразу після лікарні Мія готова повернутися до звичного життя. Проте виявляється, що весь цей час її друзі пили, веселились і закохувалися без неї.                     |             |                    |              |                         |
| 2 | «Епізод 2»  | TBA                | TBA          | 5 жовтня 2023           |
| Чутки після вечірки навіюють Мії спогади про лікарню. Між запрошенням від пасії та караоке з друзями настає час для яскравіших пригод.                                  |             |                    |              |                         |
| 3 | «Епізод 3»  | TBA                | TBA          | 5 жовтня 2023           |
| Наснажена коханням Мія хоче заново пізнати себе завдяки драмгуртку. Каму й Бецці важко знайти спільну мову. Ситуація на роботі приймає неочікуваний поворот для Вілла.  |             |                    |              |                         |
| 4 | «Епізод 4»  | TBA                | TBA          | 5 жовтня 2023           |
| Мія пригнічена, бо має викреслити секс зі списку, і натомість вирішує порушити закон. Удершись до будинку друзі бешкетують — алкоголь і жорстокі зізнання течуть рікою. |             |                    |              |                         |
| 5 | «Епізод 5»  | TBA                | TBA          | 5 жовтня 2023           |
| Спільні підозри зближують Мію та Елісон, і вони проводять день у спа разом із Вів. Бекка відкриває матері свою таємницю, і Вілл теж робить зізнання.                    |             |                    |              |                         |
| 6 | «Епізод 6»  | TBA                | TBA          | 5 жовтня 2023           |
| Невпинний тиск у тіні Мії змушує Алекса прагнути до досконалості. Після важкого дня в школі сім’я Поланко збирається разом на сеансі психотерапії.                      |             |                    |              |                         |
| 7 | «Епізод 7»  | TBA                | TBA          | 5 жовтня 2023           |
| На вечірці до свого 17-річчя Мія виконує кілька пунктів зі свого списку, але драми не стає менше. Кам бореться з ревнощами й байдужістю. Вілл говорить без упину.       |             |                    |              |                         |
| 8 | «Епізод 8»  | TBA                | TBA          | 5 жовтня 2023           |
| Неприємне відкриття приголомшує Вів. Жахлива новина про давню подругу змушує Мію прискорити виконання свого списку. Коли вона нарешті перестане тікати?                 |             |                    |              |                         |

## Виробництво
У листопаді 2021 року проєкт був схвалений Netflix як серіал з восьми епізодами під назвою «The Fuck-It Bucket». Виконавчими продюсерами є Енді Гарріс, Сіан МакВільямс і Роб Буллок від Left Bank Pictures, а також сценарист Ріплі Паркер. У березні 2023 року The Hollywood Reporter повідомив, що назву змінили на «Усе й зараз».

## Кастинг
В середині серпня 2022 року було оголошено, що Стівен Фрай та Вів'єн Ачемпонг приєдналися до акторського складу. Лорін Аджуфо, учасниця акторського складу, схарактеризувала проєкт як «групу акторів, у яку ви неодмінно закохаєтеся». На момент грудня 2022 року вона з нетерпінням очікувала релізу, оскільки відчувала велику вдячність за можливість бути частиною цього проєкту.

## Трансляція
Прем'єра відбулася на Netflix 5 жовтня 2023 року.

## Відгуки
Серіал порівнюють з іншими серіалами Netflix, такими як: «Коли завмирає серце» і «Сексуальна освіта».